# Туреччина на зимових Олімпійських іграх 2010
Туреччина на зимових Олімпійських іграх 2010 представлена 6 спортсменами у 3 видах спорту.

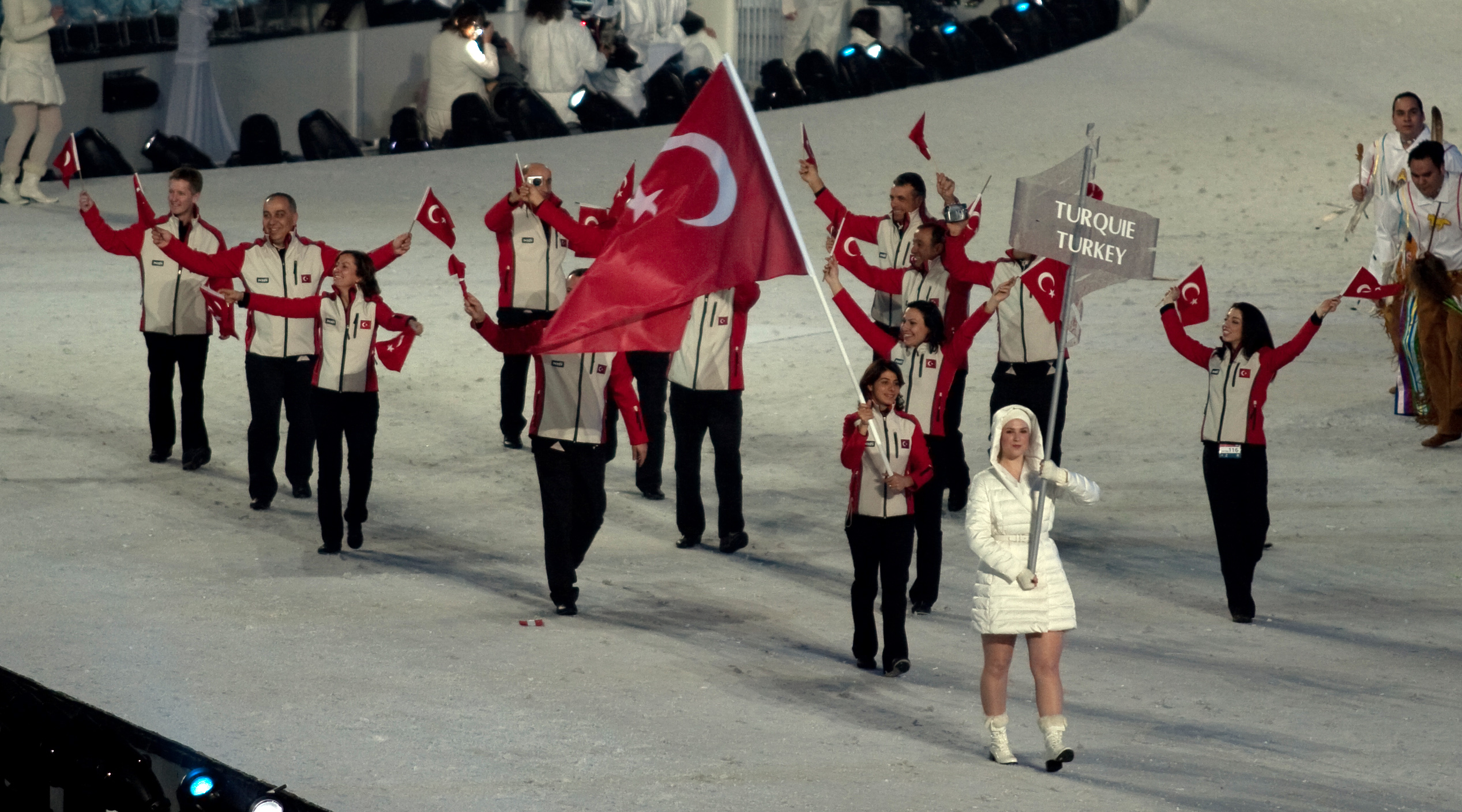
Збірна Туреччини під час Параду націй на церемонії відкриття Олімпіади